# گلادیس انتی
گلادیس آنتی (انگلیسی: Gladys Enti؛ زادهٔ ۲۱ آوریل ۱۹۷۵) بازیکن فوتبال اهل غنا است.
وی همچنین در تیم ملی فوتبال زنان غنا بازی کرده‌است.